# Associació de Cantants i Intèrprets Professionals en Llengua Catalana
Associació de Cantants i Intèrprets Professionals en Llengua Catalana (ACIC) va ser una associació creada l'any 1988 amb l'objectiu d'aplegar els professionals del sector artístic en llengua catalana i servir com a vehicle de foment i expansió de la música cantada en llengua catalana. Va estar en actiu fins a l'any 2006.
L'ACIC va reunir la majoria dels cantants, intèrprets i grups d'expressió catalana: cançó d'autor, pop-rock, música tradicional, ballable, infantil, etc. Va esmerçar molts esforços a aconseguir unes fites professionals, culturals i de reconeixement públic per als seus associats, i va reivindicar especialment el dret del creador a mostrar el seu treball i el del públic a estar-ne informat i conèixer-lo.
Després d'unes primeres reunions que tenien lloc des de feia aproximadament dos anys als locals que la discogràfica Picap tenia al carrer de Girona, a Barcelona, finalment el a principis de 1988 es va constituir l'Associació de Cantants Professionals en Llengua Catalana. El cantant Joan Soler Boronat va ser el primer president de l'entitat. A la junta també hi eren Jordi Bastard (cantant d'n'Gai n'Gai), Maria Josep Villarroya, Jaume Escala i Hèctor Vila, vocals. A més, es va nomenar un cap de premsa, Lluís Marrasé.
Un dels motius que van impulsar la creació de l'ACIC era la poca música en català que se sentia a les emissores catalanes de ràdio i televisió. Un fet que era especialment greu en el cas de les emissores de la Corporació Catalana de Ràdio i Televisió (CCRTV). Per aquest motiu, les primeres accions van anar encaminades a augmentar la presència de cançons en català a TV3, Catalunya Ràdio i RAC105, que en aquells moments formava part de la CCRTV. El 16 de febrer de 1989 van presentar un plec que queixes davant del Síndic de Greuges de Catalunya Frederic Rahola.
La situació entre músics i CCRTV es va anar tensant fins que el 29 de març els cantants van anunciar que no col·laborarien més amb les esmentades emissores. Finalment, el 29 maig del 1989, setze cantants es van tancar al Departament de Cultura de la Generalitat de Catalunya per demanar més presència de la música en català als mitjans públics. Els artistes que van protagonitzar la tancada van ser Josep Tero, Francesc Tomàs ‘Panxito’, Lluís Llach, Maria del Mar Bonet, Hèctor Vila, Miquel Àngel Tena, Marina Rossell, Maria Josep Villarroya, Maria Cinta Rosselló, Raimon, Joan Amèric, Jaume Escala, Rosa Zaragoza, Jordi Guardans, Joan Soler Boronat i Lluís Marrasé. A més, Jordi Bastard (n'Gai n'Gai) va exercir de contacte amb la premsa des de l'exterior. Poc abans de la tancada s'havien donat a conèixer les xifres de presència de la música en català als mitjans: un 10% a Ràdio 4 i un 6% a RAC105.
El desembre de 1989, l'Acic va presentar deu propostes al Parlament de Catalunya per tal de visualitzar la música en català.
Després de la dimissió de Soler Boronat, Jaume Escala, va agafar les regnes de l'entitat el gener de 1991. La junta estava formada també per Miquel Pujadó (secretari), Miquel Àngel Tena (tresorer) i Maria Cinta Rosselló, Joan Amèric, Ramon Muns i Josep Tero, vocals. Va ser una etapa curta i convulsa que va acabar amb la dimissió d'Escala el desembre del mateix any 1991.
Josep Tero va assumir la presidència interina i, abans d'acabar l'any, va ser confirmat en el seu càrrec. També formaven part de la junta Lluís Marrasé (secretari general), Héctor Vila (secretari de relacions institucionals), Enric Hernàez (secretari de relacions internacionals), Maria Cinta Rosselló (secretària de dinamització social), Rosa Zaragoza (secretària de finances i tresorera) i Miquel Pujadó (secretari de la junta directiva i relacions cíviques i culturals).L'abril de 1997 va posar en marxa la campanya 'Volem cançons en català a la ràdio i la televisió!' a favor de l'aplicació d'un percentatge del 25% de música cantada en català a les emissores de ràdio i canals de televisió de Catalunya, va reunir 86.000 signatures i va exposar-les en la compareixença davant el Parlament de Catalunya, i mercè la qual aconseguí que el percentatge s'aprovés per llei el 1997. Això es va produir el gener de 1997, en ser aprovada per majorria absoluta una iniciativa legislativa del PSC amb els vots favorables de CiU, IC-EV, ERC i el Grup Mixt, mentre que el PP hi va votar en contra, perquè van considerar que el text era contrari a la llibertat de mercat.
La presidència de Josep Tero es va allargar fins al 2001, quan va ser rellevat per Lluís Marrasé. Tero es va mantenir a la junta en el paper de vicepresident mentre que Laura Almerich n'era la tresorera i Tomeu Penya i Roger Mas, van esdevenir-ne vocals.
Entre les accions de promoció de la música en català que va dur a terme l'ACIC hi ha 11 edicions del cicle Acústic Acic (del 1994 al 2005) amb 476 concerts duts a terme a diferents escenaris dels Països Catalans (Principat, País Valencià, Catalunya Nord, Andorra, l'Alguer i la Franja de Ponent); l'edició d'un llibret amb la referència dels associats (1994); dos discos –Mai més/Nunca mais (distribuït amb El Periódico de Catalunya, per a recollir fons per a les associacions de voluntaris i a la plataforma Nunca Máis de Galicia) i No més guerres (distribuït amb El Periódico de Catalunya, per a recollir fons per a la Plataforma Aturem la Guerra)– i tres CD en directe del Circuit Acústic Acic, que es van distribuir amb la revista Enderrock. A més, l'ACIC va col·laborar amb multitud d'associacions i ONG.
La dissolució es va dur a terme el 20 de novembre de 2006.

## Reconeixements
- 1997: IV Premi Santa Anneta de Cultura i Llengua Catalanes atorgat pel Centre Cultural d'Algaida (Mallorca)[cal citació]
- 1999: XIV Premi de Normalització Lingüística atorgat per l'Ateneu d'Acció Cultural de Girona[cal citació]